# Obi Worldphone
Obi Worldphone, trước đây là Obi Mobiles, là hãng điện thoại thông minh thành lập năm 2014 bởi John Sculley, người trước đây từng là cựu lãnh đạo của hai tập đoàn lớn là Apple Inc. và PepsiCo. Hãng có trụ sử đặt tại San Francisco, mục tiêu chủ yếu hướng đến những thị trường mới nổi chứ không phải những thị trường phát triển cạnh tranh.
Obi Worldphone ra mắt 2 dòng điện thoại thông minh đầu tiên vào ngày 27 tháng 8 năm 2015. Dòng điện thoại thứ 3 là MV1, ra mắt vào tháng 2 năm 2016 và được phát hành vào thị trường châu Á, châu Phi, châu Mỹ Latinh và châu Âu vào tháng 3 năm 2016.